# Que Sera, Sera
《Que Sera, Sera》是美國女性歌手桃樂絲·黛的單曲，1956年由Columbia Records（現已併入Sony Music）發行。

## 简介

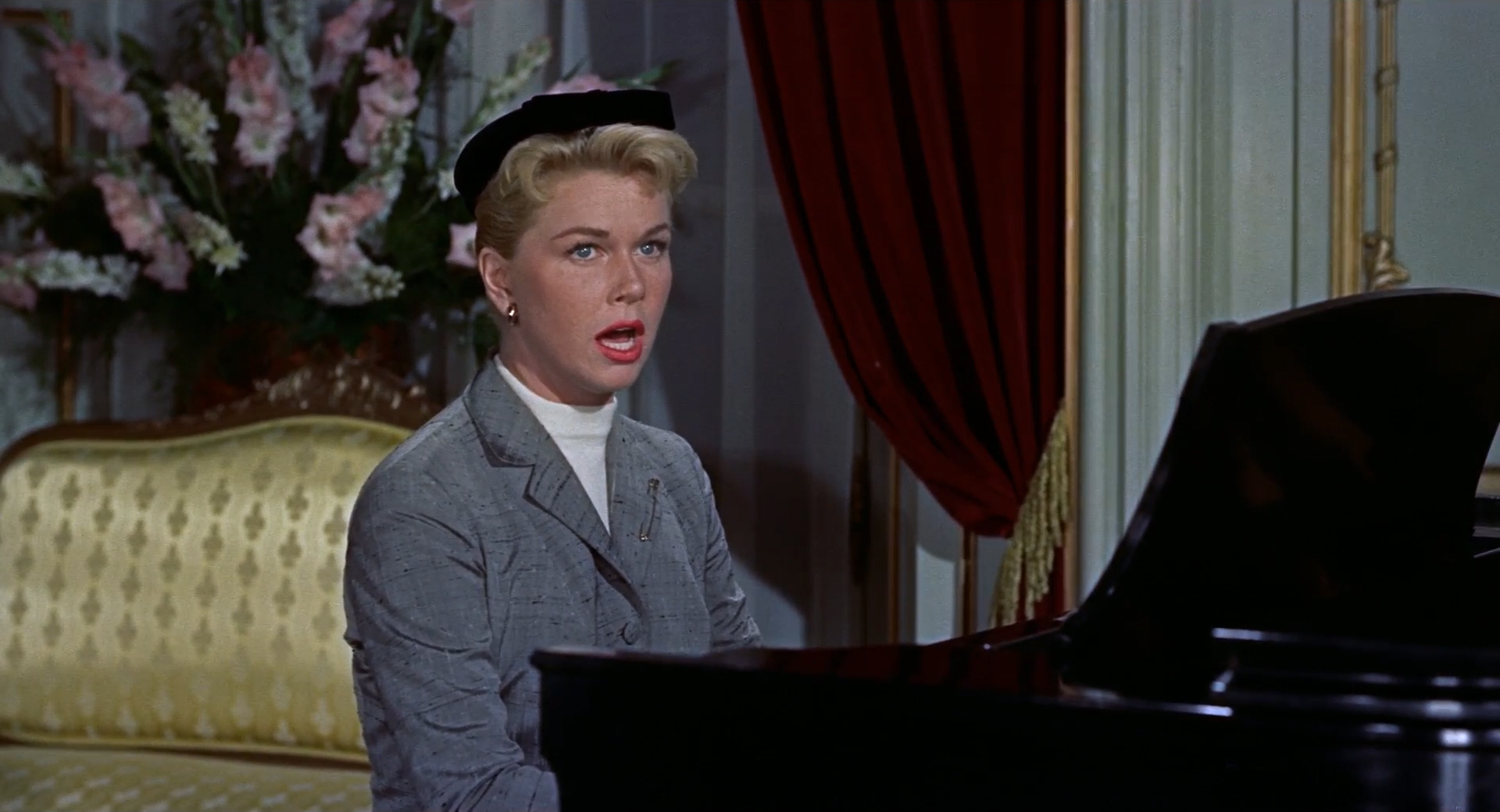
电影《擒凶記》剧照，桃樂絲·黛演唱Que Sera, Sera

《Que Sera, Sera》最初為電影導演阿尔弗雷德·希区柯克於1956年執導的電影《擒凶記》的主題歌，由電影主演桃樂絲·黛主唱。
「Que Será, Será」是英語的「Whatever will be, will be」逐字譯成西班牙語之短語，这一短语由来已久，最早在十六世纪的英语中就已出现（当时其以意大利语的文法拼写，即che sarà sarà），并且之后在英语历史和文学中多次被使用。但事实上无论是在西班牙语、葡萄牙语、意大利语或法语中这句短语都是不合语法的，属于误译。
因此在英語系國家，本曲一般譯作「Whatever Will Be, Will Be」、「Whatever Will Be」，1956年電影《擒凶記》正式上映之際主題曲決定以「Que Sera, Sera (Whatever Will Be, Will Be)」（將英語用括號和主題一起顯示）為名稱，現在已經成為專門的正式名稱。同年入圍奧斯卡最佳原創歌曲獎時則以「Whatever Will Be, Will Be (Que Sera, Sera)」作名稱。
在2004年，《Que Sera, Sera》被列入AFI百年百大電影歌曲名單。

## 使用原曲
- 1956年上映電影導演亞弗列·希治閣執導電影《擒凶記》的主題曲。
- 1968年至1973年播出的電視影集《桃樂絲黛秀（英语：The Doris Day Show）》片頭主題曲。日本1970年以《媽媽是太陽》為標題在NHK播出[6]。

## 翻唱

### 英語歌詞
- 美国：康尼·法蘭西斯（英语：Connie Francis）。1962年。
- 美国：花栗鼠三重唱（英语：Alvin and the Chipmunks）。1965年、1969年。
- 美国：瑪麗·霍普金（英语：Mary Hopkin）[7]。1970年。
- 美国：史萊和史東家族合唱團[8]。1973年。
- 美国：娜塔莉·科爾[9]。1978年。
- 英国：強尼·桑德斯（英语：Johnny Thunders）。1985年在他的個人專輯《Que Sera Sera（英语：Que Sera Sera (album)）》收錄。
- 加拿大：霍莉·科爾（英语：Holly Cole）。1993年在她的個人專輯《Don't Smoke in Bed（英语：Don't Smoke in Bed）》收錄。
- 美国：粉紅馬丁尼樂團（英语：Pink Martini）。1993年。
- 日本：石井龍也（日语：石井竜也）。TBS情報節目《BROAD CASTER（日语：ブロードキャスター）片尾主題曲。1999年在他的個人專輯《DEEP（日语：DEEP (石井竜也のアルバム)）》收錄。
- 英国：肯妮·貝兒。2011年在她的個人專輯《The Love EP（英语：The Love EP (Corinne Bailey Rae EP)）》收錄。

### 外語歌詞
- 日本：Peggy葉山（日语：ペギー葉山）主唱、音羽崇（日语：音羽たかし）翻譯。1956年。日本語。歌名。『第7回NHK紅白歌合戰（日语：第7回NHK紅白歌合戦）』出場歌曲。
- 波蘭：Renata Bogdańska（波兰语：Renata Bogdańska）主唱、Ryszard Kiersnowski（波兰语：Ryszard Kiersnowski）翻譯。1957年。波蘭語。歌名。
- 中国大陆：白光主唱。1965年。華語（北京話）。歌名「世事多変化」。
- 臺灣：鄧麗君主唱。華語（北京話）。年份不詳。歌名「世事多變化」，內容與1965年中國歌手白光翻唱版相同。
- 英屬香港：葛蘭主唱。華語（北京話）。1965年。歌名「將來是個謎」。
- 臺灣：王秀如主唱。台語。1969年。歌名「思念彼人」[10]。
- 日本：山田家的人們 & 藤原老師和班上學生、吉卜力混聲合唱團主唱、高畑勳翻譯。1999年。日本語，內容與1956年Peggy葉山翻唱版相同。電影動畫《隔壁的山田君》劇中插入歌，歌曲由參演聲優主唱。
- 香港：鄭融主唱、陳少琪翻譯。粵語（廣州話）。歌名「Whatever Will Be」。2008年在鄭融的個人專輯《23》收錄。